# Bernd Bransch

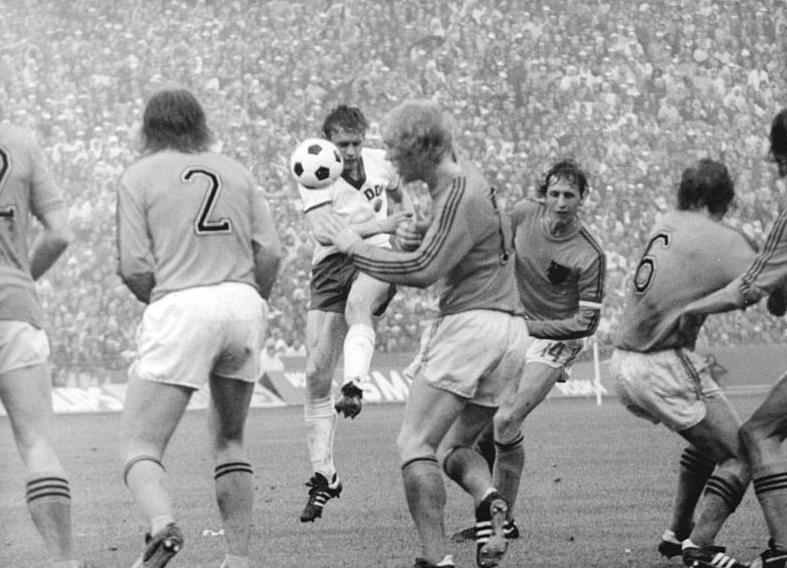
Bernd Bransch beim Freistoß im Spiel gegen die Niederlande bei der WM 1974

Bernd Bransch (* 24. September 1944 in Halle (Saale); † 11. Juni 2022) war ein deutscher Fußballspieler in der DDR-Oberliga, der höchsten Spielklasse des DDR-Fußballverbandes (DFV). Er spielte dort für den Halleschen FC Chemie sowie dessen Vorgänger SC Chemie Halle und den FC Carl Zeiss Jena. Bransch absolvierte 72 Spiele für die A-Nationalmannschaft der DDR und gewann mit der Olympiaelf bei den olympischen Fußballturnieren 1972 sowie 1976 die Bronze- beziehungsweise Goldmedaille.

## Sportliche Laufbahn

### Gemeinschafts- und Clubstationen
Bernd Branschs Fußballkarriere begann in den Straßen seiner Heimatstadt Halle, wo er als Sechsjähriger mit den Nachbarskindern Fußball spielte. 1951 beschloss man, künftig in einer richtigen Fußballmannschaft zu spielen, und die Gruppe schloss sich der Betriebssportgemeinschaft Motor Halle Süd an. Obwohl sich Bransch für nicht besonders talentiert hielt und zeitweise ans Aufhören dachte, wechselte er doch 1955 zum Universitätssportclub SC Wissenschaft Halle. Hier durchlief er die obligatorischen Nachwuchsmannschaften. Zwischendurch wurde er 1958 mit der Sektion Fußball des SC Wissenschaft zum SC Chemie Halle delegiert. Neben seinen Fußballengagement absolvierte Bransch nach seiner Schulausbildung eine Lehre zum Dreher.
Zur Fußballsaison 1963/64 wurde Bransch in das Oberligakollektiv des SC Chemie übernommen. Seinen Einstand in der ersten Liga gab er am fünften Spieltag, dem 30. September 1963. In der Begegnung Turbine Erfurt – Chemie Halle (0:0) wurde er als halblinker Stürmer eingesetzt. In dieser Saison wurde er insgesamt 22-mal in der Oberliga eingesetzt und spielte im Gegensatz zu seinem Debütspiel hauptsächlich im Mittelfeld. Er erzielte in diesen Spielen vier Tore und eröffnete damit eine Serie, die sich über seine gesamte Oberligalaufbahn erstreckte: Obwohl vorwiegend im defensiven Bereich eingesetzt, verging keine Oberligasaison ohne Torerfolg. Mit Ausnahme der Spielzeit 1974/75, in der er nur 16-mal zum Einsatz kam, blieb Bransch von schweren Verletzungen verschont, sodass es ihm gelang, 14 Jahre lang Stammspieler zu sein. Nur ein Jahr lang, als der SC Chemie 1964 absteigen musste, war Branschs Oberligalaufbahn unterbrochen. Der Club, dessen Fußballsektion 1966 zum Halleschen FC Chemie, kurz HFC, umgewandelt wurde, stieg umgehend wieder auf, wobei Bransch als Torschützenkönig der Nordstaffel der DDR-Liga 1964/65 mit 19 Treffern tatkräftig mitgeholfen hatte. In der Saison 1970/71 erreichte Bransch mit Rang drei die beste Oberligaplatzierung mit dem HFC. Er hatte sich inzwischen zum vielseitig einsetzbaren Spieler entwickelt und pendelte stets zwischen unterschiedlichen Positionen im Mittelfeld und der Abwehr.
1973 stieg der HFC erneut aus der Oberliga ab. Bransch war zu diesem Zeitpunkt bereits etablierter Nationalspieler und sah seine Nominierung für die Fußball-Weltmeisterschaft 1974 als Zweitligaspieler gefährdet. Er verließ daher den HFC zum Ende der Saison 1972/73 und wechselte zum DDR-Spitzenclub FC Carl Zeiss Jena, bei dem bereits mehrere seiner Mitspieler aus der Nationalmannschaft beheimatet waren. Bransch hatte keinerlei Anpassungsschwierigkeiten und eroberte sich sofort einen Stammplatz als Libero. Am 13. April 1974 stand er mit dem FC Carl Zeiss als Libero im Endspiel um den DDR-Fußballpokal. Mit dem 3:1-Sieg über Dynamo Dresden, bei dem er für den Schlusstreffer sorgte, gewann er seinen einzigen nationalen Titel. Er wirkte in acht Pokalspielen mit. Am Ende der Saison 1973/74 wurde er mit dem FC Carl Zeiss in der Oberliga Vizemeister. Er hatte 25 von 26 ausgetragenen Oberligapunktspielen bestritten und war zu einem Torerfolg gekommen. Er bestritt alle vier UEFA-Pokalspiele der Jenaer in dieser Saison und erzielte drei Tore.
Inzwischen hatte der Hallesche FC den sofortigen Wiederaufstieg geschafft, und Bransch nahm dies zum Anlass, sich wieder seinem alten Club anzuschließen. Wie schon in Jena übernahm er nun auch in Halle die Liberoposition, konnte aber in dieser Spielzeit 1974/75 verletzungsbedingt nur 16 Oberligaspiele bestreiten. In den beiden folgenden Spielzeiten kehrte er zur vollen Leistungsfähigkeit zurück und wurde jeweils in allen 26 Punktspielen weiterhin in der Regel als Libero eingesetzt. Die Spielzeit 1976/77 war Bernd Branschs letzte Oberligasaison. Mit der Begegnung des letzten Spieltages Sachsenring Zwickau – HFC (6:2) beschloss er seine leistungssportliche Laufbahn. Noch einmal bewies er seine Treffsicherheit mit dem Tor zum 2:3-Zwischenstand. Nach elf Oberligaspielzeiten für den Hallenser Club war er auf 291 Erstligaspiele gekommen, die sich mit seinem Zwischenaufenthalt in Jena auf 316 addieren. Als Spieler im defensiven Bereich kam er auf die erstaunliche Zahl von 43 Erstligatoren. Wegen seiner konstant guten Leistungen wurde er 1968 und 1974 von den Sportjournalisten der DDR zum Fußballer des Jahres gewählt.

### Auswahleinsätze
Bereits als Juniorenspieler rückte Bransch in das Blickfeld des DDR-Fußballverbandes. 1962 wurde er in den Kader der Juniorenauswahl aufgenommen und bestritt am 16. September 1962 mit der Begegnung Polen – DDR (3:1) als Stürmer sein erstes Juniorenländerspiel. Bis März 1963 folgten vier weitere Länderspieleinsätze, in denen er als Mannschaftskapitän fungierte. In den Jahren 1965 und 1966 absolvierte Bransch sechs Länderspiele mit der Nachwuchsnationalmannschaft.
Mit 22 Jahren rückte Bransch 1967 in den Kader der A-Nationalmannschaft auf. Mit ihr kam er zu seinem ersten Länderspieleinsatz am 17. Mai 1967. Beim 1:0-Sieg in Schweden wurde er als linker Verteidiger eingesetzt. Auf dieser Position wurde er sofort zum Stammspieler der Nationalelf. Eines seiner erfolgreichsten Länderspiele war das Qualifikationsspiel zur Weltmeisterschaft 1974. In der Begegnung DDR – Rumänien am 29. September 1973 schoss er beide Tore zum 2:0-Sieg, mit dem die DDR den Grundstein für die WM-Teilnahme legte. Beim Weltmeisterschaftsturnier bestritt Bransch als Mannschaftskapitän alle sechs Spiele und stand so auch in der Mannschaft, die überraschend die gastgebende DFB-Mannschaft mit 1:0 besiegte.

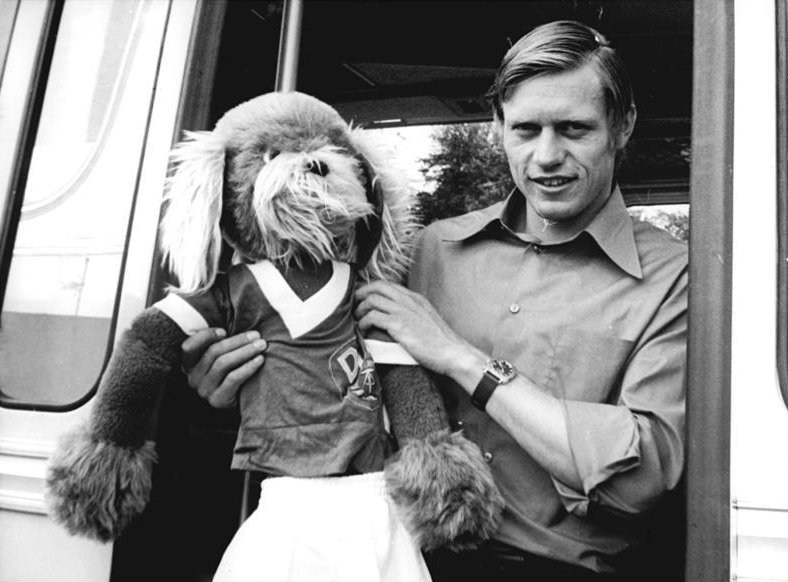
Bernd Bransch mit dem Maskottchen der
DDR-Nationalmannschaft bei der WM 1974

Da die A-Nationalmannschaft weder bei Europa- noch bei Weltmeisterschaften einen Titel gewinnen konnte, kam Bransch mit der Fußballolympiaauswahl der DDR zu seinen größten internationalen Erfolgen. Dort gehörte er ebenfalls seit 1967 zum Aufgebot und bestritt alle sechs Qualifikationsspiele für das olympische Fußballturnier 1968, für das sich die DDR jedoch nicht qualifizieren konnte. Von den elf Spielen der Olympiaauswahl 1971 und 1972 absolvierte Bransch zehn Partien. Diesmal erreichte die DDR das olympische Fußballturnier in der Bundesrepublik, und Bransch war in allen sieben Spielen dabei. Im kleinen Finale gewann er nach einem 2:2 gegen die Sowjetunion entsprechend dem Turniermodus mit seiner Mannschaft die Bronzemedaille. Auch 1975 gehörte Bransch wieder zum Kader der Olympiaauswahl. Von den sechs Qualifikationsspielen bestritt er drei Begegnungen. Erneut erreichte die DDR das Olympiaturnier, Bransch war jedoch mit seinen fast 31 Jahren nur noch Ersatzspieler. Am 31. Juli 1976 stand die DDR-Auswahl im kanadischen Montreal im Finale und gewann nach einem 3:1-Sieg über Polen die Goldmedaille. In Würdigung seiner Verdienste um die Nationalmannschaft wurde Bransch von Trainer Georg Buschner in der 85. Minute eingewechselt, der ihm damit zum Ende der internationalen Karriere noch zur olympischen Goldmedaille verhalf. Für diesen Erfolg wurde er mit dem Vaterländischen Verdienstorden in Silber ausgezeichnet.
Mit dem olympischen Endspiel von 1976 und dem Gewinn der Goldmedaille als Höhepunkt seiner Karriere beendete Bransch seine Laufbahn in der Nationalmannschaft. Innerhalb von zehn Jahren hatte er mit der A-Nationalmannschaft 72 Länderspiele bestritten und drei Tore erzielt. Nach FIFA-Lesart waren dies 64 Partien. Von 1972 bis 1975 war Bransch in 45 Länderspielen Mannschaftskapitän. In der Olympiaelf absolvierte er zwischen 1967 und 1976 20 offizielle Einsätze, in denen ihm ein Treffer gelang.

## Erfolge
- Olympiagold: 1976
- Olympiabronze: 1972
- DDR-Pokalsieger: 1974
- DDR-Vizemeister: 1974
- Oberligaaufstieg: 1965
- Torschützenkönig der DDR-Liga: 1965
- DDR-Fußballer des Jahres: 1968 und 1974

## Weiterer Werdegang
Noch während seiner Zeit als Fußballspieler hatte Bransch 1972 die Meisterprüfung in der Metallverarbeitung abgelegt. Nach dem Ende des Leistungssports nahm er ein Studium zum Ingenieurökonom auf. Beruflich betätigte er sich als Stadtrat für Jugend und Sport in Halle. Von 1983 bis 1990 war er Vorsitzender des Halleschen FC, danach bis 1992 Präsident beziehungsweise Manager. Das galt auch für die bisher einzige Saison des HFC in der 2. Bundesliga in der Spielzeit 1991/92.
Nach dem politischen und wirtschaftlichen Umbruch 1990 in Ostdeutschland war Bransch als Versicherungsvertreter und Unternehmensdisponent tätig und zeitweise arbeitslos. 2007 übernahm Bransch beim Halleschen FC die Funktion eines sportlichen Beraters und wurde Vizepräsident des Stadtsportbundes Halle.
Bernd Bransch starb am 11. Juni 2022 nach langer Krankheit.